# 大麝鼩
大麝鼩（学名：Crocidura lasiura）为鼩鼱科麝鼩属的动物。在中国大陆，分布于江苏、黑龙江、内蒙古、吉林等地，多生活于林灌田野。该物种的模式产地在东北乌苏里江。

## 亚种
- 大麝鼩指名亚种（学名：Crocidura lasiura lasiura），又称东北亚种，Dobson于1890年命名。在中国大陆，分布于黑龙江、内蒙古、吉林等地。该物种的模式产地在东北乌苏里江。[2]
- 大麝鼩华东亚种（学名：Crocidura lasiura campuslincolnensis），Sowerby于1945年命名。在中国大陆，分布于江苏等地。该物种的模式产地在上海西区。[3]
- 大麝鼩韩国亚种（学名：Crocidura lasiura thomasi），Sowerby于1917年命名。该物种的模式产地在模式产地：韩国首尔东南177千米附近地带。